# Propriety Access Protocol Interface
Pour les articles homonymes, voir Papi.
Propriety Access Protocol Interface est un protocole réseau propriétaire Alcatel pour la communication entre une borne d'accès Wi-Fi et son contrôleur. Il s'utilise avec le protocole de tunnel GRE.